# Ni Hong
Ni Hong (en chino: 倪红; Pekín, 28 de febrero de 1986) es una deportista china que compitió en esgrima, especialista en la modalidad de sable.
Participó en los Juegos Olímpicos de Pekín 2008, obteniendo una medalla de plata en la prueba por equipos (junto con Bao Yingying, Huang Haiyang y Tan Xue). Ganó una medalla de bronce en el Campeonato Mundial de Esgrima de 2009.

## Palmarés internacional
| Juegos Olímpicos   | Juegos Olímpicos  | Juegos Olímpicos  | Juegos Olímpicos  |
| Año                | Lugar             | Medalla           | Prueba            |
| ------------------ | ----------------- | ----------------- | ----------------- |
| 2008               | Pekín (China)     | Medalla de plata  | Sable por equipos |
| Campeonato Mundial |                   |                   |                   |
| Año                | Lugar             | Medalla           | Prueba            |
| 2009               | Antalya (Turquía) | Medalla de bronce | Sable por equipos |